# Leo Peelen
Leopoldus Eduardus Theoduris „Leo” Peelen (ur. 16 lipca 1968 w Arnhem, zm. 24 marca 2017 w Apeldoorn) – holenderski kolarz torowy i szosowy, srebrny medalista olimpijski i brązowy medalista torowych mistrzostw świata.

## Kariera
Największym sukcesem w karierze Leo Peelen jest zdobycie srebrnego medalu w wyścigu punktowym podczas igrzysk olimpijskich w Seulu w 1988 roku. W wyścigu tym uległ jedynie Duńczykowi Danowi Frostowi, a bezpośrednio wyprzedził Marata Ganiejewa z ZSRR. Na rozgrywanych rok później mistrzostwach świata w Lyonie Peelen w tej samej konkurencji zajął trzecie miejsce, przegrywając tylko Maratem Satybałdijewem z ZSRR i Włochem Fabio Baldato. Wielokrotnie zdobywał medale torowych mistrzostw kraju, startował także w wyścigach szosowych, jednak nie osiągnął większych sukcesów.